# Крайхгау
Крайхгау (нім. Kraichgau) — горбиста місцевість на північному заході землі Баден-Вюртемберг, Німеччина.

## Походження назви
Слово «Kraich», ймовірно, походить від кельтського слова «Creuch», що означає «грязь» або «суглинок». 
Гау (підрозділ країни) означає відкриту територію, вільну від лісів, наприклад, сільськогосподарські угіддя або луки.
Крайхгау вперше згадується в Ранньому Середньовіччі в кодексі Лорша як "Creichgowe" в 769 році. 
У 773 році її згадують як "Chrehgauui", в 778 році "Craichgoia" . 
До 1594 року назва наблизилася до сучасної форми, і її називали "Kreuchgau".

## Географія
Крайхгау на північному заході Баден-Вюртемберга межує з Оденвальдом на півночі, Шварцвальдом на півдні та Верхньорейнською рівниною на заході. 
На сході Крайхгау відокремлений від Забергеу гірськими хребтами Штромберг і Гойхельберг. 
Загальна площа області становить понад 1630 км². 

На північному сході вона переходить у Бауланд та Унтерланд, коли досягає Неккара, а на південному сході переходить у Геккенгеу, коли досягає Енца. 

Область Крайхгау поширюється на частини округів Карлсруе, Гайльбронн, Енcкрайс, Рейн-Неккар і Неккар-Оденвальд.
Найбільшими містами Крайхгау є Зінсгайм, Еппінген, Бад-Раппенау, Бреттен і Брухзаль. 
Проте характерною є велика кількість сіл посеред горбистого ландшафту, переважно заселених у середньовіччі. 
Лише до згаданої п’ятірки міст входить понад 40 таких сіл. 
Інші великі міста: Дільгайм, Мюльгаузен, Кніттлінген, Обердердінген, Естрінген, Рауенберг, Вайбштадт і Швайгерн, а також громади Ангельбахталь, Вальцбахталь, Пфінцталь і місто Крайхталь, яке виникло в результаті злиття багатьох менших сіл.
Найважливішими річками є Крайхбах, яка має джерело біля Штерненфельса в районі Енц, потім тече на північний захід і впадає в Рейн біля Кеча, а також Ельзенц, яка має джерело біля однойменного села поблизу Еппінгена та впадає в Неккар біля Неккаргемюнда. 
Іншими важливими водоймами є Пфінц, Заальбах і Леймбах у заході та Лайн і Шварцбах на сході.
Крайхгау — глибока улоговина, між Оденвальдом і Шварцвальдом, коли ці гори піднялися в третинний період близько 65 мільйонів років тому і утворили сучасну Верхньорейнську рівнину на сході та Вогезами і Пфальцьким лісом на заході. 
Під час льодовикового періоду значна кількість лесу була винесена у вигляді мулу та знову відкладена в Крайхгау. 
З товщиною понад 30 метрів лес Крайхгау досягає найбільшої товщини в Німеччині. 
Лес і створені з нього родючі ґрунти є основою для інтенсивного сільського господарства, яке характеризує регіон і донині. 
Через відносно м'який клімат Крайхгау часто називають Баденською Тосканою — подібно до Маркгрефлерланду.
Найвищою точкою Крайхгау є пагорб замку Штайнсберг біля Зінсгайм-Вайлера (333 м над рівнем моря). Католицька парафіяльна церква Богоматері у Вайбштадті вважається однією з найяскравіших церков у північному Крайхгау. Її 65-метрову вежу видно здалеку, і вона відома як собор Крайхгау.

## Галерея

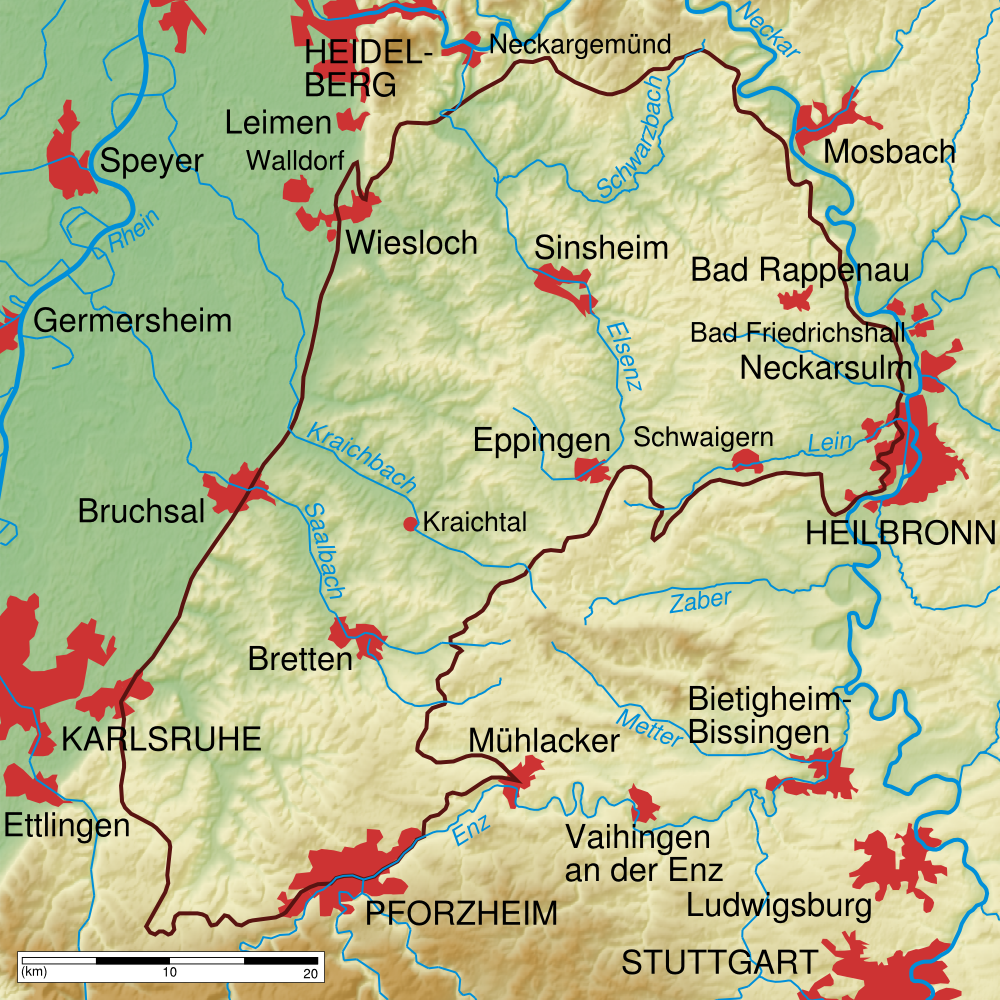
Фізична карта Крайхгау (межі позначено коричневим)
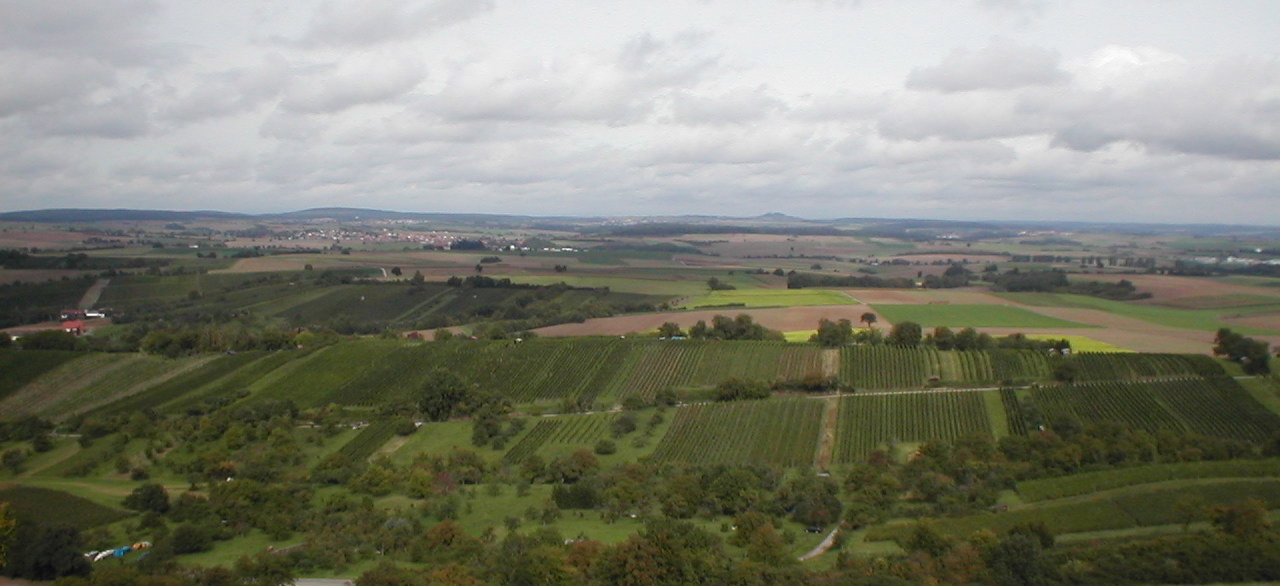
Краєвид з Равенсбурга біля Зульцфельда на горбистий ландшафт Крайхгау на найвищу точку Крайхгау — замок Штайнсберг (на горизонті в центрі зображення)
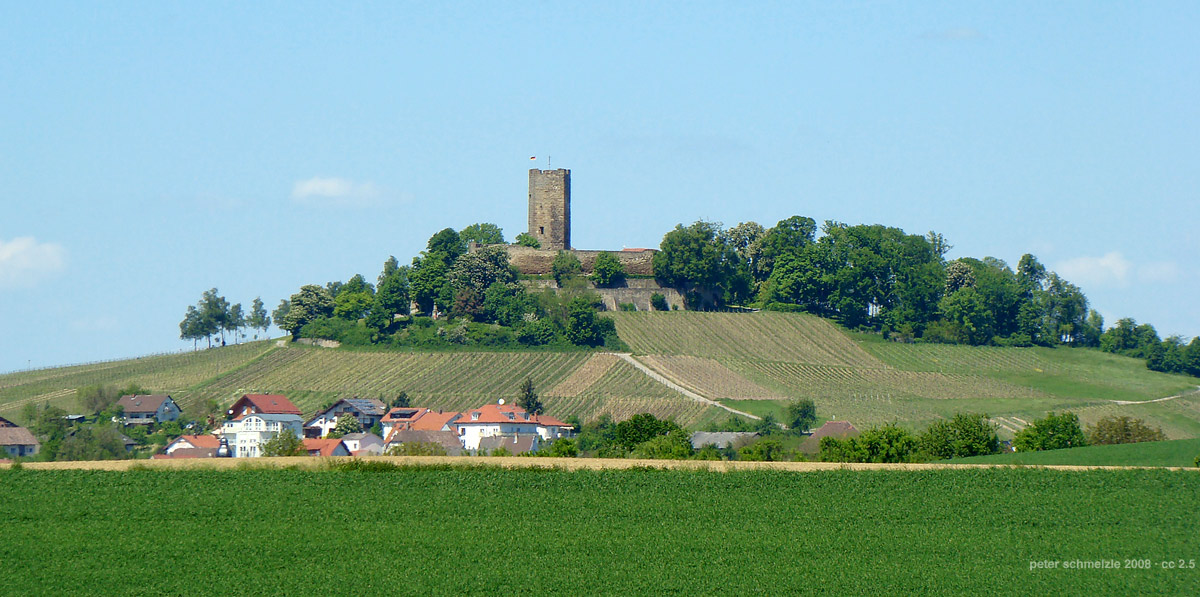
Замок Штайнсберг на однойменній горі, найвищій вершині Крайхгау
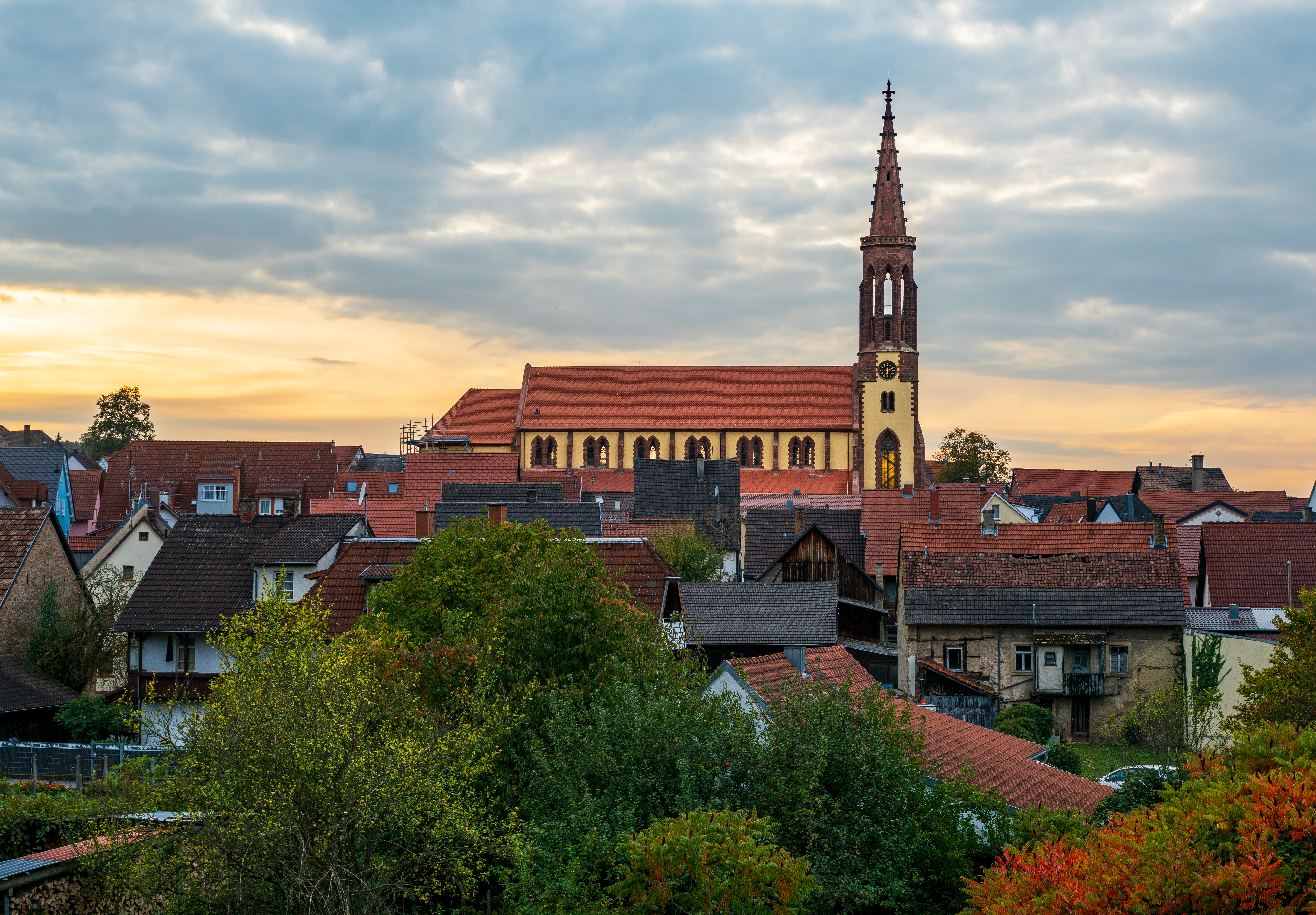
Католицька парафіяльна церква Вайбштадта
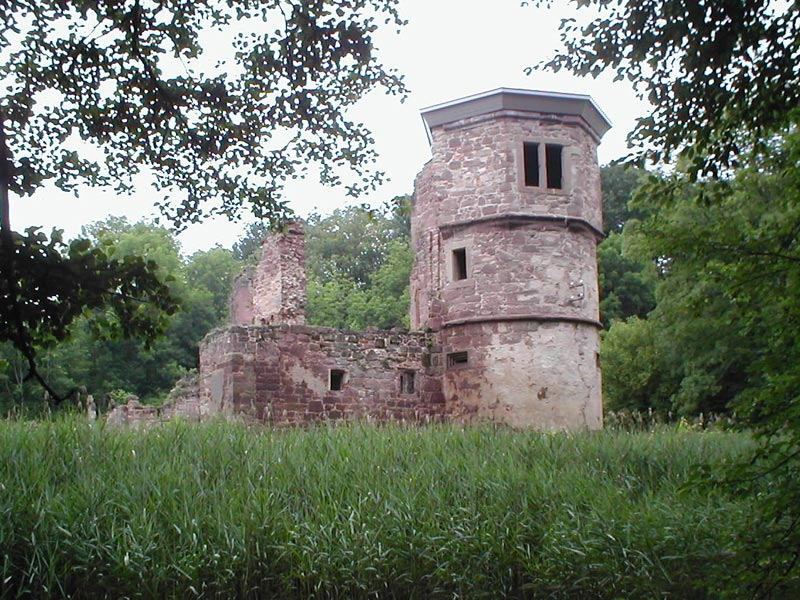
Руїни оточеного ровом замку в Крайхталь-Менцінгені